# Világelsőség és magassági rekordok (hegymászás)
Ez a szócikk a hegymászás sportág világelsőség és magassági rekordjait tartalmazza 1521-től 1978-ig.
| Év   | Hegycsúcs neve        | Magasság (m) | Tájegység                | Alpinista/expedició                                                         | Nemzetiség                      |
| ---- | --------------------- | ------------ | ------------------------ | --------------------------------------------------------------------------- | ------------------------------- |
| 1521 | Popocatépetl          | 5452         | Sierra Volcanica Mexikó  | Francisco Monstana                                                          | Spanyolország                   |
| 1550 | Llullaillaco          | 6723         | Andok Chile              | Atacama indiánok                                                            |                                 |
| 1624 | Mana-hágó             | 5608         | Kasmir                   | A. de Andrade, M. Morques                                                   | Portugália                      |
| 1786 | Mont Blanc            | 4807         | Alpok Franciaország      | Jaques Balmat, Michael Gabriel Paccard                                      | Franciaország                   |
| 1802 | Chimborazo            | 6287         | Andok Ecuador            | Alexander von Humboldt (5800 m-ig)                                          | Németország                     |
| 1855 | Abi Gemin             | 6784         | Himalája                 | Adolf és Robert Schlagintweit (6750 m-ig)                                   | Németország                     |
| 1868 | Matterhorn            | 4477         | Alpok Svájc              | Edward Whymper, Jean Antoine Carrel                                         | Anglia · Svájc                  |
| 1868 | Elbrusz               | 5633         | Kaukázus                 | Douglas Freshfield, C. C. Tucker, Fr. Devouassaud                           | Anglia · Anglia · Franciaország |
| 1868 | Kazbek                | 5047         | Kaukázus                 | Douglas Freshfield, C. C. Tucker, Fr. Devouassaud                           | Anglia · Anglia · Franciaország |
| 1880 | Chimborazo            | 6287         | Andok Ecuador            | Edward Whymper                                                              | Anglia                          |
| 1889 | Kilimandzsáró         | 5995         | Afrika Kenya             | Hans Meyer, Ludwig Purtscheller                                             | Ausztria                        |
| 1892 | Pioneer Peak          | 6890         | Kasmir Pakisztán         | William Conway Matthias Zurbriggen                                          | Anglia · Svájc                  |
| 1893 | Piz Palü              | 3905         | Alpok Svájc              | Elizabeth Whitshed of Killiancarrik (női rekord)                            | Anglia                          |
| 1897 | Aconcagua             | 6959         | Andok Argentína          | Matthias Zurbriggen                                                         | Svájc                           |
| 1903 | Pyramis Peak          | 6962         | Karakorum                | Aosta herceg/expedició                                                      | Olaszország                     |
| 1906 | Denali                | 6193         | Alaszka Egyesült Államok | Fredrick Albert Cook                                                        | Egyesült Államok                |
| 1906 | Ruwenzori             | 5119         | Afrika Uganda            | Aosta herceg/expedició                                                      | Olaszország                     |
| 1907 | Trisul                | 7120         | Himalája                 | Alassio és Enrico Brocherel Thomas Longstaff                                | Olaszország · Anglia            |
| 1911 | Pauhuri               | 7128         | Himalája                 | Alexander Kellas Sonam Sherpa                                               | Anglia · India                  |
| 1922 | Mount Everest         | 8848         | Himalája                 | Charles Granville Bruce/expedició (8000m-ig)                                | Anglia                          |
| 1922 | Mount Everest         | 8848         | Himalája                 | Edward Felix Norton (8572m-ig)                                              | Anglia                          |
| 1928 | Pik Lenin             | 7134         | Altaj Szovjetunió        | Eugen Allwein, Erwin Schneiden                                              | Ausztria                        |
| 1930 | Jongsang Peak         | 7473         | Himalája                 | Erwin Schneiden, Hermann Hörlin                                             | Ausztria                        |
| 1931 | Kamet                 | 7756         | Himalája                 | Eric Shipton/expedició                                                      | Anglia                          |
| 1931 | Matterhorn Északi fal | 4477         | Alpok Svájc              | Farnz és Toni Schmid (NOB olimpiai érme)                                    | Németország                     |
| 1934 | Sia Kangri            | 7422         | Karakorum                | Hettie Dyhrenfurth/expedició (női csúcs)                                    | Anglia                          |
| 1936 | Mount Mystery         | 4042         | Egyesült Államok         | Fritz Wiessner William House                                                | Németország · Egyesült Államok  |
| 1936 | Nanda Dévi            | 7816         | Himalája                 | Harold William Tilman, Neil Odell                                           | Anglia                          |
| 1938 | Eiger Északi fal      | 3970         | Alpok Svájc              | Anderl Heckmair, Ludwig Vörg Heinrich Harrer, Fritz Kasparek                | Németország · Ausztria          |
| 1938 | Pfeiler               | 4208         | Alpok Svájc              | Riccardo Cassin                                                             | Olaszország                     |
| 1950 | Annapurna             | 8078         | Himalája                 | Maurice Herzog, Louis Lachenal                                              | Franciaország                   |
| 1952 | Mount Everest         | 8848         | Himalája                 | Raymond Lambert Tendzing Norgaj (8599m-ig)                                  | Svájc · India                   |
| 1953 | Mount Everest         | 8848         | Himalája                 | Edmund Hillary Tendzing Norgaj                                              | Új-Zéland · India               |
| 1953 | Nanga Parbat          | 8125         | Karakorum                | Hermann Buhl                                                                | Ausztria                        |
| 1954 | Cso-Oju               | 8189         | Himalája                 | Raymond Lambert Claude Kogan (női csúcs)                                    | Svájc · Franciaország           |
| 1954 | K2                    | 8611         | Karakorum                | Achille Compagnoni, Lino Lacedelli                                          | Olaszország                     |
| 1955 | Kancsendzönga         | 8597         | Himalája                 | Charles Evans/expedició                                                     | Anglia                          |
| 1955 | Makalu                | 8481         | Himalája                 | Jean Couzy, Lionel Terray                                                   | Franciaország                   |
| 1956 | Gasherbrum I          | 8068         | Karakorum                | Andrew Kazuffmann, Peter Schoening                                          | Egyesült Államok                |
| 1956 | Lhoce                 | 8501         | Himalája                 | Eenst Reill, Fritz Luchsinger                                               | Svájc                           |
| 1956 | Manaszlu              | 8156         | Himalája                 | Imaris Tosi                                                                 | Japán                           |
| 1957 | Broad Peak            | 8047         | Karakorum                | Hermann Buhl, Kurt Diemberger                                               | Ausztria                        |
| 1958 | Nagy Zinne            | 2999         | Alpok                    | Lothar Brandler, Dieter Hasse, Jörg Lehne, Siegfried Löw                    | NDK                             |
| 1960 | Dhaulagiri            | 8167         | Himalája                 | Kurt Diemberger Albin Scherrer Ernst Forrer Peter Diener(Eiselin/expedició) | Ausztria · Svájc · Svájc · NDK  |
| 1964 | Sisapangma            | 8013         | Himalája                 | Hszu Csing                                                                  | Kína                            |
| 1974 | Manaszlu              | 8156         | Himalája                 | Nagaszeko Naoko (női expedició)                                             | Japán                           |
| 1975 | Mount Everest         | 8848         | Himalája                 | Tabei Dzsunko/expedició (női csúcs)                                         | Japán                           |
| 1978 | Mount Everest         | 8848         | Himalája                 | Reinhold Messner Peter Habeler                                              | Olaszország · Ausztria          |